# Озиг
О́зиг, О́здик, О́зик, Барки́н— село в Джейрахском районе Ингушетии. Входит в сельское поселение Гули. Состоит из трех башенных комплексов: Верхний, Средний и Нижний Озиг. Из Озига происходит ингушский тейп Баркинхой, и считается прародиной тейпа Шоанхой.

## История
Селение Озиг имеет богатую историю, связанную с преданиями о его основании и развитии. По одной из легенд, селение Озиг было основано галгайцем из Таргима по имени Барким в XIV-XV вв.. Барким стал родоначальником тейпа Баркинхой и считался основателем первого поселения Озиг.
Потомки Баркима продолжали развивать и расширять свои владения. В разные периоды они начали основывать новые селения, такие как Гадаборш, Средний и Верхний Озиг. Первое селение Озиг со временем стало именоваться Нижним Озигом и представляло собой целых три комплекса из жилых, боевых и полубоевых башен.

## Нижний Озиг

###### Выходцы
- Баркинхоевы
- Аксаковы
- Далиевы
- Банхаевы
- Гантимировы
- Кансыговы

Башенный поселок замкового типа на оконечности горного кряжа, в 1 км.  севернее Гадаборша. Он включает в себя в разной степени сохранности боевую, 2 полубоевые и 9 жилых башен с различными, пристройками которые наряду с протяженной каменной закругленной оборонительной стеной (со входами с северной и западной сторон) подразделялись на 6 самостоятельных, но тесно взаимосвязанных, позднесредневековых башенных «гнезд». Боевая башня 6-этажная, с квадратным основанием: (6,00х6,00 м) и пирамидально-ступенчатым покрытием. В высоту она достигает 28 м.
Есть отдельный замок из полубоевой и 3-х жилых башен, а также другие строения с различными конструктивными деталями. На территории селения находится целый некрополь, могильники разных видов и столпообразное святилище. Постройки на территории Н. Озига датируются XIII - XVII вв.*

## Средний Озиг

###### Выходцы
- Точиевы
- Парчиевы
- Тутаевы
- Хамчиевы
- Алмазовы

Башенный поселок замкового типа на отроге горы Цей-Лам, на левом обрывистом берегу речки, в 200 метрах западнее Нижнего Озига. Сейчас здесь отмечается одна изящная боевая башня в 6 этажей (28 м), с крестом «Голгофой», в комплексе с уже руинированными 11 жилыми башенными сооружениями и каменной оборонительной стеной позднего средневековья. 
С западной стороны к поселку примыкала высокая, заградительная стена с широкими запирающимися воротами. У последних, согласно преданиям, постоянно дежурила хорошо вооруженная местная стража, взимая с каждого прохожего или всадника определенную «дорожную» подать. В стене имелись специальные боевые площадки, оборонительные ниши, бойницы для стрельбы и наблюдения. Сверху на стену были уложены насухо крупные каменные блоки, которые обычно сбрасывались на головы штурмующих. Также на территории селения есть полуподземный склеп. Постройки на территории Ср. Озига датируются XIV-XVII вв.

## Верхний Озиг

###### Выходцы
- Котиевы
- Михалишвили

Небольшой башенный посёлок замкового типа на отроге горы Цей-Лам, в 150 метрах западнее Ср. Озига. Здесь до 1980-х гг. возвышалась боевая башня (26 м)(обрушилась в ходе дорожных работ), которая вместе с 4-мя сравнительно небольшими жилыми сооружениями и каменной оборонительной стеной образовывали мощный компактный позднесредневековый комплекс. К настоящему дню[когда?]

 все эти постройки находятся в полуруинированном состоянии. Также на территории селения есть циклопическая постройка, склепы и могильники разных видов.
Башни на территории Верх. Озига датируются второй половиной XVII в.
Нежилые постройки датируются более ранним периодом.

## География
Расположено на юге республики Ингушетия, на берегу реки Тетрицкали в 17 километрах на северо-восток от Гули, административного центра поселения. Ближайшие населенные пункты: Лейми, Гадаборш, Кхарт, Кост, Эгикал.
Озиг подразделяется на три части: Верхний, Средний и Нижний. Башенный поселок замкового типа Озиг расположен вблизи дороги Джейрах-Таргим-Алкун. Так что доступ к башенным постройкам не сложен. По сравнению с другими горными поселениями Озиг расположен более удобно во всех отношениях.

### Часовой пояс
Село Озиг, как и вся Республика Ингушетия, находится в часовой зоне МСК (московское время). Смещение применяемого времени относительно UTC составляет +3:00.

## Население
| 2010 | 2024 |
| ---- | ---- |
| 0    | ↗8   |

## Инфраструктура
Отсутствует.